# Metapone metapone
Metapone metapone é uma espécie de formiga do gênero Metapone, pertencente à subfamília Myrmicinae.